# Жуков Олександр Борисович
Олександр Борисович (Радкін) Жуков (Олександр Шайяборховіч Радкін), 1954, Москва) — російський олігарх, засновник нині неіснуючої нафтової компанії «Синтез ойл» у Великій Британії. В СРСР Жуков був частиною «старої комуністичної аристократії». Вважається, що він тепер в хороших відносинах з Володимиром Путіним.

## Біографія
Народився в 1954 році. Батько — Борис Радкін (Жуков) — письменник, мати — редактор на Московській кіностудії.
У 1974 році вступив до Московського державного університету (східні мови). Після школи і до початку 1980-х працював асистентом режисера на Московській кіностудії «Інтернаучфільм».
Після закінчення університету працював редактором в організації «Совінтерфест» при Держкіно СРСР. З 1993 проживає в Лондоні.

### Скандали та кримінальні справи
У 1991 році «Синтез ойл» (Велика Британія), Олександр Жуков разом з Леонідом Лебедєвим, були замішані у великому скандалі навколо зброї. Масивні партії зброї, включаючи 30 000 автоматів Калашникова, 400 керованих ракет, 10 000 протитанкових ракет і 32 мільйонів одиниць боєприпасів, які були вилучені на кораблі, «Jadran Express». «Синтез ойл» (Велика Британія) була звинувачена італійською поліцією в причетності до незаконної торгівлі зброєю з України та Білорусі на Балканах, разом з Жуковим і Леонідом Меніном, які були ключовими фігурами. Олександр Жуков був арештований 5 серпня 2001 року на його віллі в Турині італійською поліцією за постачання зброї та провів 6 місяців в італійській в'язниці, перш ніж був виправданий від звинувачень. У січні 2004 року визнано невинними, оскільки в Італії контрабанда зброї з однієї країни в іншу не є злочином. У 2006 контролював фонд «Гленгарі» зареєстрований на Віргінських островах.
У 1999 році згадувався у зв'язку з кримінальною справою, яку розслідували правоохоронні органи Німеччини стосовно колишнього громадянина СРСР Олександра Андреаса, який підозрювався в незаконних фінансових операціях в інтересах російських злочинних угруповань.
Був близький до Руслана Боделана і Володимира Литвина. Пов'язаний з російськими урядовими та бізнес-колами, зокрема з «Газпромом». Проходив фігурантом у справі про нелегальному постачанні зброї в колишню Югославію та країни Африки, однак був повністю виправданий. В Одесі Жуков контролює інвестиційну групу «Рост».

## Приватне життя
Є батьком Дарії Жукової.